# Hrim-2
Le Hrim-2 (ukrainien : Оперативно-тактичний ракетний комплекс «Грім», romanisé en « Hrim » pour « tonnerre » et aussi ukrainien : ОТРК « Сапсан » romanisé en « Sapsan » pour « faucon pèlerin ») est un missile balistique à courte portée ukrainien développé par le Bureau d'études Ioujnoïe et Ioujmach.

## Historique
Le projet est présenté en 2013 lors de salons militaires, Les premiers clients sont l'armée ukrainienne et l'Arabie Saoudite. 
Les premiers tests ont lieu en hiver 2015. Les premières images sont montrées en mai 2017. En juin 2023, le ministre de la défense Oleksii Reznikov annonce que les fonds nécessaires à la poursuite du programme ont été alloués. En aout 2024, l'Ukraine déclare avoir testé avec succès son premier missile balistique. 
En novembre 2024, à la suite d'une déclaration du président ukrainien Volodymyr Zelensky (qui ne cite pas expressément le modèle de ces « cent premiers missiles » qu'il annonce), la presse estime que sa production est en cours, aucun autre développement de missile balistique n'ayant été annoncé par l'Ukraine.

## Caractéristiques
Sa portée est de 700 km et sa charge utile est de 500 kg.

## Galerie d'images

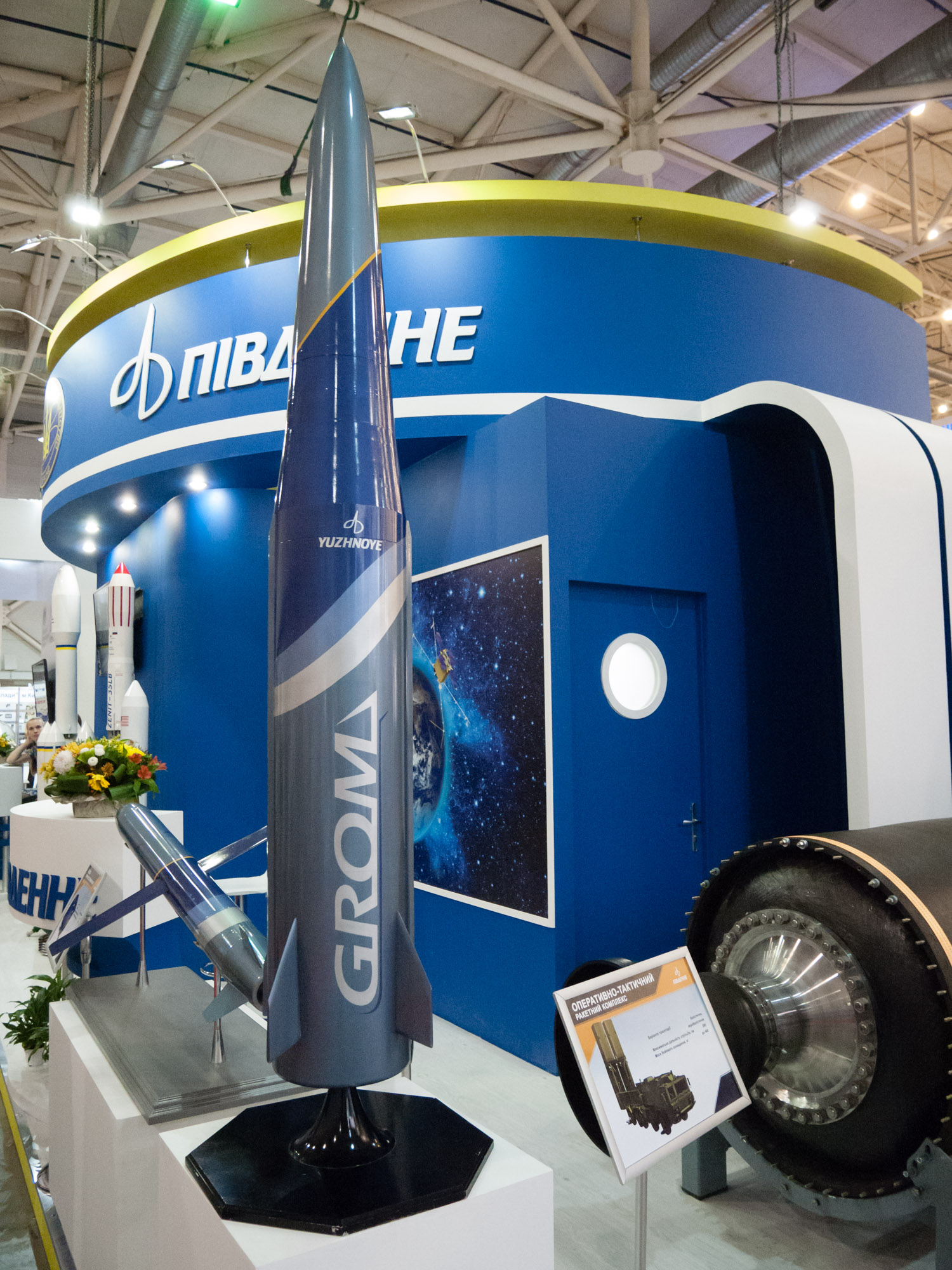
Le missile (maquette)
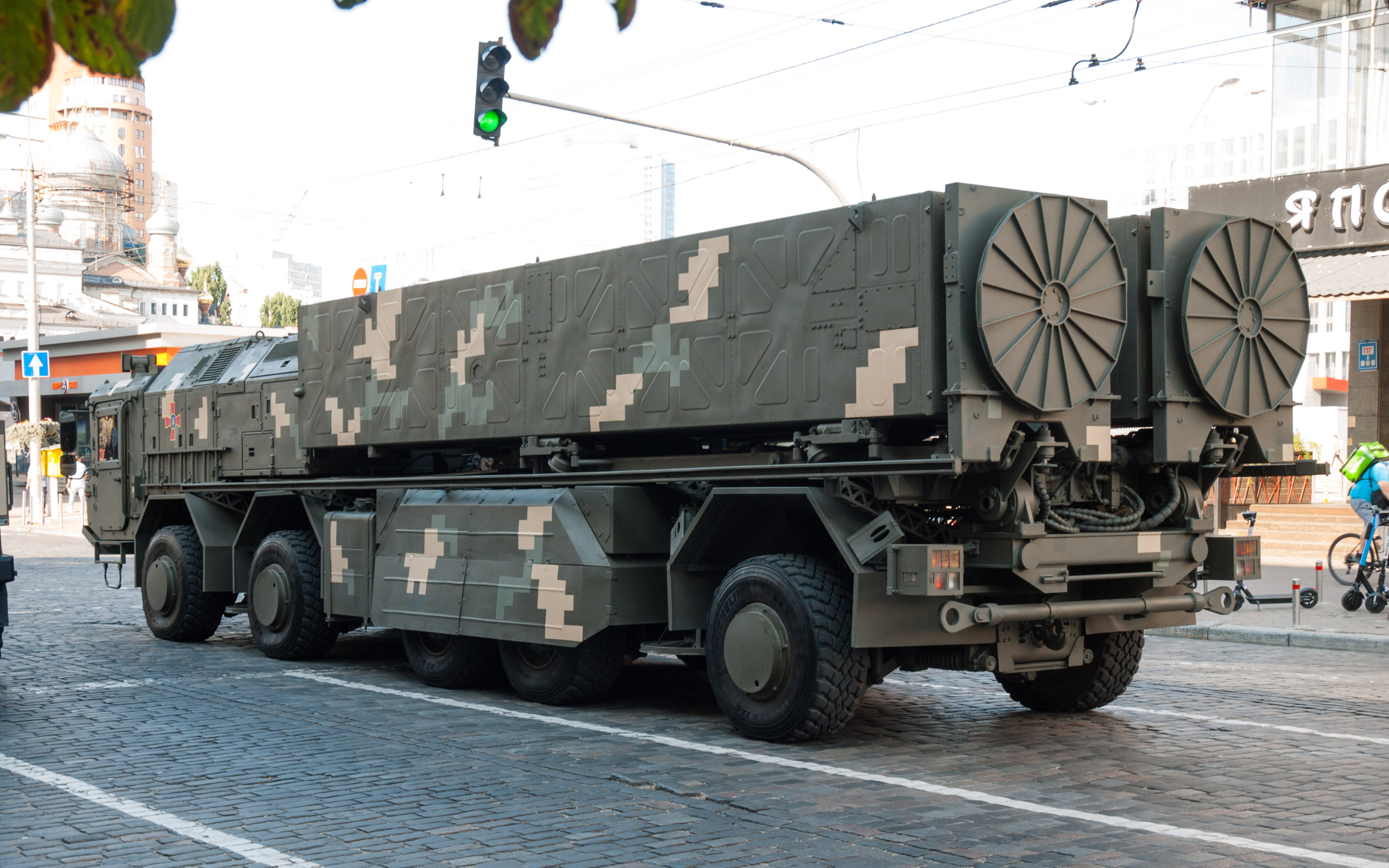
En 2021 à Kiev
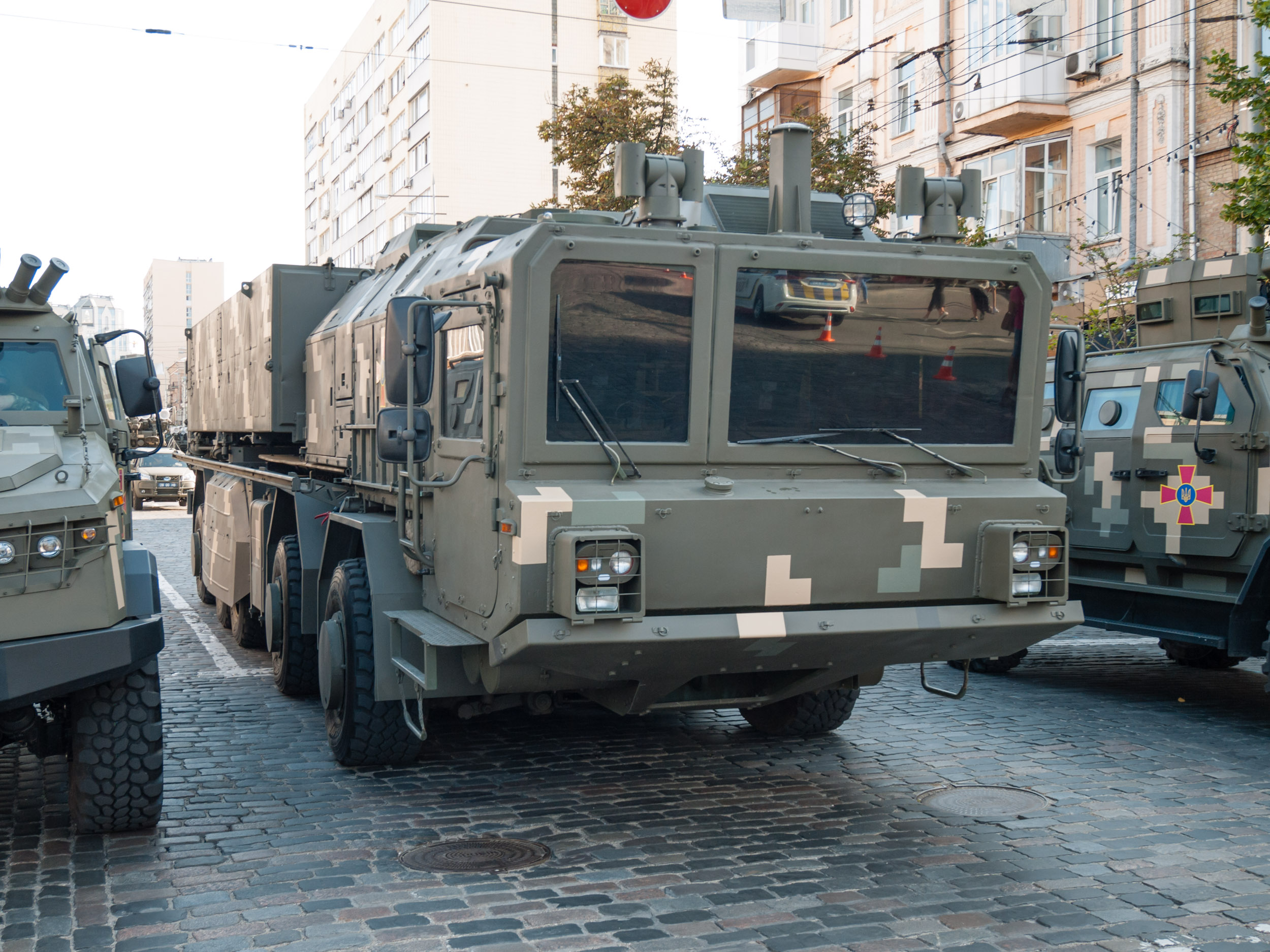
Journée de l'Indépendance